# Geisenheyneria saurica
Geisenheyneria saurica är en tvåvingeart som beskrevs av Fedotova 1995. Geisenheyneria saurica ingår i släktet Geisenheyneria och familjen gallmyggor.
Artens utbredningsområde är Kazakstan. Inga underarter finns listade i Catalogue of Life.